# Слобозия (Яломица)
Слобози́я (рум. Slobozia) — город на юго-востоке Румынии, административный центр жудеца Яломица.

## География
Город расположен на берегах реки Яломица, в 150 км от Бухареста.

## Население
По состоянию на 2007 год население города составляет 52313 человек.
По данным переписи 2002 года, 97,56% населения составляли румыны, 2,23% — цыгане и 0,21% — другие народы.